# Tantal
Tantalul este elementul cu numărul 73 în tabelul periodic al elementelor si se notează Ta. A fost descoperit de către Anders Gustaf Ekeberg în 1802 în două minerale diferite, respectiv tantalitul din Kimito (Finlanda) și ytrotantalitul din Ytterby (Suedia). Este folosit la separarea bornelor (+), respectiv (-) ale unor pile, având ca scop producerea de curent continuu. Proprietăți similare au peliculele de aluminiu sau acid sulfuric, dar acestea ocupă suprafețe mult mai mari, devenind ineficiente.

## Utilizări
Tantalul este unul dintre puținele metale care nu este respins de corpul uman, motiv pentru care este folosit la confecționarea de plăcuțe, sârme, șuruburi și cuie utilizate în chirurgie.
Fiind și un metal puternic antiacid, tantalul este folosit în industria chimică pentru construirea de schimbătoare de căldură, în special în industria acidului sulfuric, la realizarea de piese pentru pompe, centrifuge și ventile care lucrează în medii foarte corosive. Fiind rezistent la coroziune este întrebuințat la placarea altor metale și la confecționarea recipientelor pentru transportul acizilor.
Tantalul este folosit ca înlocuitor pentru platină în fabricația unor instrumente sau ustensile de laborator, cum ar fi nacele și creuzete. Se întrebuințează și la confecționarea greutăților fracționare pentru balanțele analitice, penițelor pentru stilouri, resorturilor pentru ceasuri. Din tantal se mai confecționează duzele de la mașinile de filat mătase artificială, cu diametrul de ordinul sutimilor de milimetru.Tantalul este folosit și în producția de condensatoare de tantal, având o capacitate mare și o viață prelungită.

### Aliajele de tantal
Tantalul și aliajele sale sunt folosite ca materiale destinate construcțiilor aerospațiale. Aliajele tantalului cu hafniu, niobiu, titan, vanadiu au proprietăți mecanice foarte bune la temperaturi înalte. Un exemplu este aliajul tantal-hafniu, care conține 20% Hf și care posedă, la 1200 °C, o rezistență de rupere la tracțiune de 42 daN/mm². Pentru construcția rachetelor cosmice se utilizează aliajul cu marca T-222 care conține 87,5% tantal, 10% wolfram și 2,5% hafniu.